# 문수동
문수동(文水洞)은 대한민국 전라남도 여수시의 동이다.

## 개요
문수동은 허문마을과 소미마을이 합쳐져서 이루어졌다. 허문마을 앞에는 성주산과 마을뒤 고동산이 있고 허씨와 문씨가 처음 살았다 하여 허문마을이라 고전하고 있다. 그리고 마을 형성은 큰샘이 있는 곳을 샘갓, 양지바른곳을 양달, 마을 입구를 강터, 넓은 지역을 버던이라고 하였으며 음지에 있는 마을을 음달이라 하였다 한다. 그리고 소미마을은 아름다운 적은 마을을 뜻하는 것 같으며 1914년 행정구역 폐합에 따라 소미리, 허문리를 병합하여 ‘문수리’라 하다가 1949년 시승격에 따라 문수동으로 개칭되었다.

## 법정동
- 문수동

### 교통
- 여수공항 (17km)
- 여수엑스포역 (5km)

## 주요 시설

### 방송국
- 전남동부극동방송 (문수로 14)
- 여수MBC (문수로 135)

### 교육
- 여수여문초등학교 (문수로 142-16)
- 여수문수초등학교 (허문정1길 48-5)
- 여수한려초등학교 (여문1로 80)
- 여수좌수영초등학교 (여문2로 50)
- 여수문수중학교 (여문2로 141)
- 여수정보과학고등학교 (여문2로 148)

## 기관
- 문수동주민센터 (여문1로 71)
- 여수문수동우체국 (좌수영로 321)
- 국민은행 여서동지점 (문수로 106)
- 여수해양경찰서 (문수로 111)
- KT 북여수지점 (문수로 117)
- 근로복지공단 여수지사 (문수로 125)
- 여수소방서 여서119안전센터 (문수로 131)
- 문수동성당 (문수로 137)

## 금융기관
- 여수농협 본점 (여문2로 40)
- 여수농협 좌수영지점 (좌수영로 355)
- 여수수협 여문지점 (문수로 16)
- 여수서부새마을금고 본점 (문수로 157-1)

## 도서관
- 여수시립환경도서관 (문수로 53-32)

## 주거
| 단지명         | 건설사           | 시행사           | 주소           | 입주        | 비고                    |
| -------------- | ---------------- | ---------------- | -------------- | ----------- | ----------------------- |
| 원앙파크맨션   | ㈜부영           | ㈜부영           | 여문1로 90     | 1994년 4월  |                         |
| 여수부영 9차   | ㈜부영           | ㈜부영           | 여문2로 61     | 1995년 12월 | 민간임대                |
| 여수부영 10차  | ㈜부영           | ㈜부영           | 여문2로 62     | 1999년 2월  | 민간임대                |
| 문수그린       | ㈜부영           | ㈜부영           | 문수북5길 16   | 2002년 3월  | 여수부영 2차 자체재건축 |
| 문수 코아루 수 |                  | 한국토지신탁     | 여문2로 54-26  | 2008년 3월  |                         |
| 세종캐슬하임   | 세종건설㈜       | ㈜지디비개발     | 여문2로 110    | 2006년 5월  |                         |
| 대성베르힐     | 디에스종합건설㈜ | 디에스종합건설㈜ | 여문2로 128-38 | 2020년 10월 |                         |
- 흥화아파트 (허문정1길 18)
- 피오레아파트 (문수1길 26)

## 도로명주소 목록
- 문수1길
- 문수2길
- 문수3길
- 문수4길
- 문수5길
- 문수6길
- 문수7길
- 문수8길
- 문수로
- 문수북1길
- 문수북2길
- 문수북3길
- 문수북4길
- 문수북5길
- 문수북6길
- 문수북7길
- 문수북8길
- 문수북9길
- 문수북10길
- 문수북11길
- 문수북12길
- 소미1길
- 소미2길
- 여문1로
- 여문2로
- 여문문화2길
- 여문문화길
- 여서로
- 좌수영로
- 허문음달길
- 허문정1길
- 허문정2길
- 허문정3길